# لون جلد الإنسان

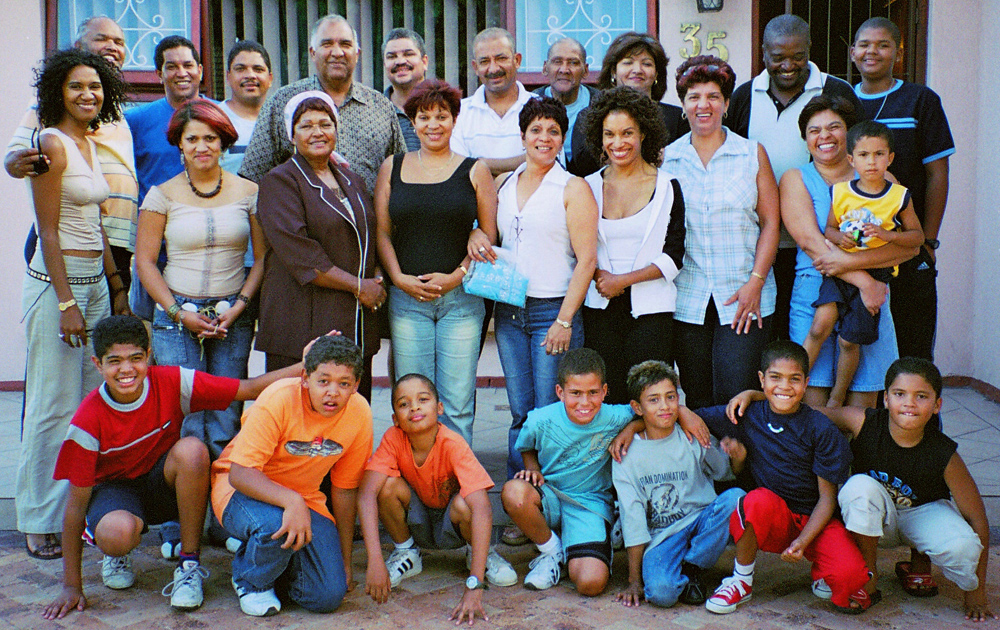
عائلة ملونة ممتدة من جنوب أفريقيا تظهر بعض طيف لون جلد الإنسان

لون جلد الإنسان يختلف لون الجلد البشري في درجاته، من اللون البني الغامق إلى اللون الوردي الفاتح أو الأبيض ويكون هذا الاصطباغ في اللون نتيجة للانتخاب الطبيعي (هو العملية التي تقوم بتفضيل سمة وراثية مورثة لتصبح أكثر شيوعا في الأجيال اللاحقة) يكون اصطباغ الجلد للبشر بتنظيم كمية الأشعة فوق البنفسجية المخترقة للبشرة والسيطرة على الآثار الكيميائية الحيوية.

## نبذة
يتأثر لون الجلد الحقيقي لمجموعة مختلفة من البشر بعدة مواد، على الرغم من أن المادة الوحيدة والمهمة للتصبغ هي للميلانين الذي ينتج في خلايا البشرة التي تسمى بالخلايا الصباغية، وهي الخلايا الرئيسية التي تحدد لون الجلد لأصحاب البشرة الغامقة.
يتحدّد لون بشرة الأشخاص ذوي البشرة الفاتحة بشكل رئيسي من قبل النسيج الذي يضم الأنسجة البيضاء المزرقة تحت الأدمة والهيموجلوبين المنتشر في عروق الأدمة يصبح اللون الأحمر الواقع تحت الجلد أكثر وضوحا خاصة في الوجه نتيجة لممارسة الرياضة البدنية أو في تحفيز الجهاز العصبي (الغضب، الخوف) أو تمدد الشرايين.
وقد اختلفت الأهمية الاجتماعية للاختلاف في لون الجلد عبر الثقافات وعلى مر الزمن كما هو موضح فيما يتعلق بالوضع الاجتماعي والتمييز
الخلفية
هناك علاقة مباشرة بين التوزيع الجغرافي للأشعة فوق البنفسجية والتوزيع الطبيعي لتصبغ الجلد حول العالم عموما المناطق التي تتلقى كميات أكبر من الأشعة فوق البنفسجية تقع أقرب إلى خط الاستواء تميل إلى أن تكون أكثر سكانها يميلون إلى لون بشرة داكنة المناطق البعيدة كل البعد عن المناطق الاستوائية والمناطق القريبة من القطبين يكون تأثير الأشعة فوق البنفسجية أقل كثافة هو ما ينعكس على سكانها واللذين يملكون لون جلد فاتح، كما يشير الباحثون إلى أن البشر على مدى 50000 من السنوات الماضية تغيرت بشرتهم من اللون الغامق إلى اللون الفاتح والعكس صحيح لأنها هاجرت إلى مناطق مختلفة للأشعة فوق البنفسجية وهذه التغييرات الرئيسية في التصبغ قد يكون حدث في أقل من 100 جيل (2500 سنة) من خلال الحملات الانتقائية.
ممكن أن يكون اللون الطبيعي للجلد غامق نتيجة للاسمرار بسبب التعرض لأشعة الشمس النظرية الرائدة هي أن لون البشرة تتكيف مع كثافة أشعة الشمس لتوفير حماية جزئية ضد الكسر للأشعة فوق البنفسجية التي تنتج الضرر وبالتالي طفرات الحمض النووي لخلايا الجلد. بالإضافة لوحظ ان متوسط الإناث البالغات هن أخف بكثير في تصبغ الجلد عند الذكور يحتاج الإناث كالسيوم أكثر خلال فترة الحمل والرضاعة يجمع الجسم فيتامين د من أشعة الشمس مما يساعد على امتصاص الكالسيوم تساعد الإناث ذوات البشرة الفاتحة أجسامهم على امتصاص الكالسيوم بشكل أكبر.

## الميلانين والجينات
ينتج الميلانين من خلايا تسمى الخلايا الصباغية وأحيانا تسمى الميلانين يتكون الميلانين داخل حزم صغيرة بغشاء تسمى الأجسام الصباغية عندما تصبح مليئة من الميلانين ينتقلون إلى الأجسام النحيلة من الخلايا الصباغية ثم يتم نقلها إلى الكيراتينية في ظل الظروف الطبيعية تغطي الأجسام الصباغية الجزء العلوي من الخلايا الكيراتينية وتقوم على حمايتهم من الضرر الوراثي واحدة من الخلايا الصباغية المخزنة بالميلانين إلى 36 من الخلايا الكيراتينية وفقا للاشارات من الكيراتينية كما أنها تنظم إنتاج الميلانين من الأجسام الصباغية. الناس يختلفون في ألوان بشراتهم لأن الخلايا الصباغية لهم تنتج كميات وأنواع مختلفة من الميلانين.  
الاختلافات في لون البشرة تنسب إلى الاختلافات في حجم وتوزيع الأجسام الصباغية في الجلد. تنتج الخلايا الصباغية نوعان من الميلانين. النوع الأكثر شيوعا للميلانين البيولجي (المستحضر الأحيائي) هو ايوميلانين، والبوليمير البني المسود للأحماض الهيدروكسيدول الكربوكسيلية وعلى الأشكال المنخفضة. معظم استمدادها يكون من أحماض التيروسين الأمينية يوجد ايو ميلانين في الشعر والحلقة الملونة والبشرة وفي ألوان الشعر الرمادي والأسود والأصفر والبني. في البشر، هو أكثر وفرة في الأشخاص ذوي البشرة الداكنة. فيميلانين تكون من وردية إلى حمراء وتوجد بكميات كبيرة خاصة في الشعر الأحمر والشفاه والحلمات والمهبل 
كل من كمية ونوع الميلانين المنتجة يتم التحكم بأعداد الجينات التي تعمل تحت هيمنة غير مكتملة. ورثت سخة واحدة من كل واحد من الجينات المختلفة من كلا الوالدين. كل الجينات بإمكانها أن يأتي بعدة أليلات (هي واحدة من اثنين أو أكثر من الأشكال البديلة من الجينات التي تنشأ من خلال الطفرات وتوجد في نفس مكان الكروموسوم), هذا أدى إلى نشوء مجموعة كبيرة ومتنوعة من لون بشرة الإنسان. يتحكم الميلانين في كمية الأشعة فوق البنفسجية وإشعاع الشمس الذي يخترق الجلد عن طريق الامتصاص. بينما الأشعة فوق البنفسجية يمكن أن تساعد في إنتاج فيتامين د، التعرض المفرط للأشعة فوق البنفسجية يمكن أن يؤدي إلى تلف في الصحة. 

## علم الوراثة في اختلاف لون البشرة
الهندسة الوراثية التطورية لتصبغ الجلد في شمال أوروبا وغرب أفريقيا وشرق آسيا.
انظر أيضا الاختلاف الجيني البشري والعرق والوراثة وتجمع الجينات البشرية
لا يزال فهم الآليات الوراثية الكامنة وراء اختلاف لون الجلد البشري غير مكتمل، ومع ذلك اكتشفت الدراسات الجينية عددا من الجينات التي تؤثر على لون الجلد البشري في فئات معينة من السكان وأظهرت أن هذا يحدث بشكل مستقل في الخصائص الفيزيائية الأخرى مثل العين ولون الشعر باختلاف السكان تختلف ترددات الأليل في الجينات وهذا المزيج من هذا الاختلافات في الأليل التي تكون حول المجتمع.و الاختلاف المستمر في تلون الجلد يمكن أن يلاحظ اليوم في البشر المعاصرين. تشير الدراسات السكانية والاختلاط أن هناك 3 نماذج لتطور لون الجلد البشري فالبشرة الداكنة تتطور في كائنات شبيهة بالإنسان في وقت مبكر في فريقيا جنوب الصحراء الكبرى وتكون البشرة الفاتحة بشكل مستقل في أوروبا وشرق آسيا وبعد وجود حداثة الإنسان قد وسعت في أفريقيا. 

### البشرة الداكنة
كل البشر المعاصرين لديهم سلف مشترك بسبب معيشتهم منذ حوالي 200,000 سنة في أفريقيا. تظهر المقارنات بين جينات تصبغ الجلد المعروفة في الشمبانزي والأفارقة الحديثين أن البشرة الداكنة تطورت جنبا إلى جنب مع فقدان شعر الجسم قبل حوالي 1.2 مليون سنة وأن هذا السلف المشترك كان داكن البشرة. تشير تحقيقات السكان ذوي البشرة الداكنة في جنوب آسيا وميلانيزيا إلى أن تصبغ الجلد في هؤلاء السكان يرجع إلى الحفاظ على الحالة السلفية وليس بسبب الاختلافات الجديدة على سكان ذوي بشرة فاتحة سابقا.
- مستقبلات ميلانوكورتين 1

مستقبلات ميلانوكورتين 1 يعتبر هو الجين الأول المسؤول عن تحديد ما إذا كان يتم إنتاج الفيميلانين والايوميلانين في جسم الإنسان. وتبين البحوث ما لا يقل عن 10 اختلافات في MC1R بين أفريقيا وعينات الشامبانزي والتي ربما جيناتها جضعت لإختبارات أيجابية قوية (الحملة الانتقائية) في وقت مبكر قبل نحو 1.2 مليون سنة. وهذا يتفق مع اختيار ايجابية النمط الظاهري عالي بالايميلانين وهي في أفريقيا وغيرها من البيئات مع التعرض للأشعة فوق البنفسجية العالية.

### البشرة الفاتحة
بالنسبة للجزء الأكبر، تطور البشرة الفاتحة اتبع مسارات وراثية مختلفة في السكان الأوربي والشرق آسيوي. ومع ذلك هناك اثنين من الجينات KITLG و ASIP لديهم طفرات مرتبطة بالبشرة الفاتحة التي لها ترددات عالية في كل من سكان أوروبا وشرق آسيا. ويعتقد أن تكون قد نشأت بعد انتشار البشر من أفريقيا ولكن قبل الاختلاف في الأنساب الأوروبية والآسيوية منذ حوالي 30.000 سنة. وجدت دراستان الروابط على نطاق الجينوم اللاحقة وهو عدم وجود ارتباط كبير بين هذه الجينات ولون البشرة، وتشير إلى أن النتائج السابقة قد تكون نتيجة لأساليب التصحيح الغير صحيحة والأحجام الصغيرة، أو أن الجينات لها تأثير صغير جدا بحيث لا يمكن الكشف عنها من الدراسات الكبيرة.
- KITLG

KIT تشارك (KITLG) الجينات في بقائها دائما على قيد الحياة، وعلى انتشار وهجرة الخلايا الصباغية. يوجد طفرة في هذا الجين، A326G (rs642742)، ارتبط بشكل إيجابي مع وجود اختلافات في لون البشرة في الأمريكيين من أصل أفريقي وهم من أصل غرب أفريقيا وأوروبا المختلط بمقدار 15-20٪ من الفرق في صبغة الميلانين بين أفريقيا والشعوب الأوروبية. ويظهر هذا الأليل علامات اختيار إيجابية قوية خارج أفريقيا ويحدث في أكثر من 80٪ من العينات الأوروبية والآسيوية، مقارنة مع أقل من 10٪ في العينات الأفريقية.
- ASIP

 يشير أغوطي البيتيد (ASIP) على أنه يعمل كناهض معكوس ملوم بدلا من alpha-MSHو بالتالي يعمل على تثبيط إنتاج أيوميلانين. وقد وجدت الدراسات ارتباط الأليلات في محيط المجتمع مع اختلاف في لون الجلد لدى البشر.
```
وقد تم تحديد واحد، rs2424984 كمؤشر على انعكاس الجلد في تحليل الطب الشرعي من الظواهر البشرية عبر القوقاز وأفريقيا وأمريكا وجنوب آسيا وشرق آسيا ووالسكان من أصل أسباني والأمريكية الأصلية وحوالي 3 مرات أكثر شيوعا في السكان غير الأفارقة من في افريقيا. وهناك أليل آخر، 8188G (rs6058017) ويرتبط بشكل كبير مع اختلاف لون البشرة في الأمريكيين من أصل أفريقي ويحدث نسخة الأجداد في 12٪ فقط من أوروبا و 28٪ من عينات شرق آسيا مقارنة مع 0٪ من عينات غرب أفريقيا. 
```

#### أوروبا
وهناك عدد من الجينات ارتبطت بشكل إيجابي مع الاختلاف في لون الجلد بين السكان الأوروبيين وغير الأوروبيين. ويعتقد أن الطفرات في SLC24A5 وSLC45A2 تكون لحساب الجزء الأكبر من هذا الاختلاف وتظهر علامات قوية جدا من الاختيار.
كما تم التعرف على التباين في TYR كمساهم. 
وتشير الأبحاث إلى أن اختيار أليلات البشرة الفاتحة من هذه الجينات في أوروبا هو حديث نسبيا، بعد أن وقعت قبل وقت لاحق من 20,000 سنة، وربما ما حدث قبل 12000 لسنة 6000. في 1970s، اقترح لوكا كافالي سفورزا أن الاجتياح الانتقائي الذي جعل ضوء الجلد في كل مكان في أوروبا يمكن أن يرتبط مع ظهور الزراعة، وبالتالي قد حدث منذ حوالي 6000 سنة. [وهذا السيناريو وجد دعما في التحليل في عام 2014 منذ (7000 سنة) من العصر الحجري الأوسط والحمض النووي من لا برانا واسبانيا، التي أظهرت نسخة من هذه الجينات المقابلة للون البشرة الداكنة. في عام 2015 حلل الباحثون جينات البشرة الفاتحة في الحمض النووي من 94 من الهياكل العظمية والقديمة التي تتراوح ما بين 8000 إلى 3000 سنة من أوروبا وروسيا. وجد الباحثون c. قبل 8000 سنة الصيادين في إسبانيا، لوكسمبورغ، والمجر البشرة الداكنة بينما كان الصياد البالغ في العمر في السويد من ذوي البشرة الفاتحة (وجود أليلات مستمدة في الغالب من SLC24A5، SLC45A2 وأيضا HERC2 / OCA2). المزارعين في العصر الحجري الحديث دخولوا أوروبا في نفس الوقت تقريبا وكانت متوسطة، وي هي ثابتة تقريبا على البديل SLC24A5 المستمدة لكن فقط وجود أليل SLC45A2 المستمدة في الترددات المنخفضة
انتشر البديل SLC24A5 بسرعة جدا في جميع أنحاء وسط وجنوب أوروبا من قبل حوالي 8000 سنة، في حين أن بديل البشرة الفاتحة SLC45A2 انتشر في جميع أنحاء أوروبا بعد قبل 5800 سنة. 
- SLC45A2

توزيع التردد العالمي من الأجداد Ala111 أليل الجين SLC24A5 في (الصفراء) والمشتقة منها Ala111Thr أليل (الأزرق).
الناقل المذاب للأسرة هو 24 عضوا 5 (SLC24A5) ينظم الكالسيوم في الخلايا الصباغية وهو مهم في عملية استحداث الميلانين. وقد تبين أن هذا الجين SLC24A5 المستمد من Ala111Thr أليل (rs1426654) يكون عاملا رئيسيا في ضوء تصبغ الجلد وشائع في غرب أوراسيا. وقد وجدت الدراسات الحديثة أن البديل يمثل بقدر 25-40٪ من متوسط الجلد وفرق اللهجة بين الأوروبيين وغرب أفريقيا. هذا الأليل المستمد هو يعتمد عليه في معرفة النمط الظاهري عبر مجموعة من السكان.
فقد كان موضوع اختيار الأخيرة في غرب أوراسيا، ويتم إصلاحها في الشعوب الأوروبية. 
- SLC45A2

الناقل المذاب للأسرة 45 عضوا 2 (SLC45A2 أو MATP) يساعد على نقل وتجهيز التيروزين، تمهيدا للميلانين. وقد تبين أيضا أن تكون واحدة من المكونات الهامة للون البشرة في الأوروبيين الحديثين من خلال أليل Phe374Leu (rs16891982) التي ارتبط مباشرة مع اختلاف لون الجلد بين السكان من أعراق مختلطة. هذا الاختلاف هو في كل مكان في الشعوب الأوروبية ولكن نادرة للغاية في أي مكان آخر، ويظهر علامات قوية من الاختيار.
- TYR

يقوم الجين TYR بترميز التيروزينيز الانزيم، التي تشارك في إنتاج الميلانين من التيروزين. وهو يحتوي على أليل، Ser192Tyr (rs1042602)، الذي وجد فقط في 40-50٪ من الأوروبيين وربطها للبشرة الفاتحة اللون في الدراسات، كلا من الأعراق المختلطة في جنوب آسيا والسكان من أصل إفريقي.

#### شرق آسيا
وهناك عدد من الجينات المعروفة بتأثيرها على لون البشرة وهي تكون في الأليلات التي تظهر علامات إيجابية في اختيار سكان شرق آسيا.
OCA2 فقط ارتبط مباشرة لقياسات لون الجلد، في حين يتم وضع علامة DCT، MC1R وATTRN كما الجينات المرشحة للدراسة في المستقبل. 
- OCA2

عينية وجهية المهق الجلدي الثاني (OCA2) تساعد في تنظيم درجة الحموضة في الخلايا الصباغية. وقد تبين أن أليل His615Arg (rs1800414) المستمدة من الجينات OCA2 تمثل حوالي 8٪ من الفرق في لون البشرة بين أفريقيا وسكان شرق آسيا حيث أشارت الدراسات أنهم السكان في شرق آسيا والذين يعيشون في تورونتو وهان الصينية. يقتصر هذا البديل أساسا إلى شرق آسيا، مع ترددات أعلى في شرق شرق آسيا تصل إلى (49-63٪)، وترددات المدى المتوسط تكون في جنوب شرق آسيا وأ دنى الترددات في غرب الصين وبعض سكان أوروبا الشرقية.
- الجينات المرشحة

وقد وجد عدد من الدراسات للجينات المرتبطة بتصبغ الجلد البشري والتي لديها الأليلات مع الترددات ذات دلالة إحصائية في السكان الصينيين وشرق آسيا. في حين لا ترتبط قياسات الاختلاف في لون البشرة مباشرة، دوبا كروميتوتومرس (DCT أو TYRP2, rs2031526) ومستقبلات ميلانوكورتين1 MCI1), Arg163GIn , rs775479) وأتراكتن (ATRN), قد أشير إليهم كمساهمين محتملين لتطور البشرة الفاتحة في السكان في شرق آسيا.

### استجابة الإسمرار
تتحكم استجابة الإنسان بالأسمرار عن طريق الجينات المتنوعة 

### البهاق (البرص)
هو نقص صبغة العينين والجلد والشعر أحياناً وتحدث لجزء صغير من السكان

## تطور لون البشرة
يعتمد إعادة بناء الإناث الاسترولوبيثكس الأفريقي على تأريخ المستحاثات (الأحافير أو المتحجرات) منذ 2.3 مليون سنة (السيدة بلس) في هذه المرحلة لاتزال الكائنات شبيهة بشعرالإنسان مقارنة بالقرود الغير بشرية (جون جيرشي، متحفسميثسونيان للتاريخ الطبيعي)
يعتقد أنفقد انشعر أشباه البشر من الكائنات يعود إلى ظهورالكائنات ذو القدمين منذ 5 إلى 7 ميلايين من السنوات.ولقد أختف شعر أشباه البشر الذين يمشون على قدمين بشكل تدريجي للسماح بتبديد حراري أفضل من خلال التعرق.
يعتمد إعادة بناء إناث من نوعية الإنسان المنتصب على التأريخ المستحاثات (الأحافير أو المتحجرات) منذ 1.5 ملايين السنوات الوقت المخمن لظهور التصبغات الجلدية في وقت مبكر للبشر.(جون جيرشي، متحفسميثسونيان للتاريخ الطبيعي)
ظهورتصبغ الجلد يعود إلى ما بعدهذا، وربما قبل نحو1.5 مليون سنة (عن وقت ظهور هوموهيدلبرغ), عندما عانت الأرض من الجفاف الكبير التي دفعت البشر في وقت مبكرإلى القاحلة، وإلى المناظر الطبيعية المفتوحة مثل هذه الحالات من المحتمل أن تسبب في زيادة الأشعة البنفسجية وإجهاد في بشرة الأنسان ويفضل هذا ظهور تصبغ الجلد من أجل زيادة حاجز نفاذية البشرة وحمايتها من نفاذ حمض الفولات وذلك نتيجة لزيادة التعرض لأشعة الشمس. 
طور جلد عديمي الشعر ووفرة الغدد العرقية والجلد الغني بالميلانين وحديثي البشر الذين بأستطاعتهم المشي وتعليف الطعام لمدة طويلة من الزمن تحت حرارة الشمس دون أن يسبب بحدوث تلف للدماغ.نظرا لارتفاع درجة الحرارة، مما يعطيها ميزة تطورية أكثر من الأنواع الأخرى قبل نحو 2.1 مليون سنة وفي وقت قريب من التماثل الإنساني والانسان القديم (بما في ذلك أسلاف الإنسان) كان لديهم بعض من مستقبلات البروتين مثل الافارقة الذين يسكنون في جنوب الصحراء.
وكان هذا من النمط الجيني الموروث عن طريق التشريح البشري الحديث وولكن تم الاحتفاظ بها عن طريق جزء من السكان وبالتالي تشكل جانب من جوانب الاختلاف البشري منذ حوالي 100,000-70,000 سنة مضت، البعض من التشريح البشري الحديث (الجنس البشري) بدأت تهاجر بعيدا عن المناطق الاستوائية إلى الشمال حيث يتعرضون لأشعة الشمس بكثافة أقل ربما يرجع ذلك جزئيا إلى الحاجة لزيادة استخدام الملابس للوقاية من برودة المناخ وفي ظل تلك الظروف كان هناك تدمير لصورة حمض الفوليك وهكذا تم تخفيض الضغط التطوري الذي عمل ضد بقاء المتغيرات من أصحاب الجينات الفاتحة بالأضافة لأولئك الذين يمتلكون البشرة الفاتحة هم أكثر قدرة على أنتاج فيتامين د (كوليكاليسفرول) ممن لديهم بشرة غامقة لذلك قد يمثل فائدة صحية لهم في تخفيض أشعة الشمس إذا كانت هناك مصادر محدودة لفيتامين د.وبالتالي أقترحت الفرضية الرئيسية لتطور لون الجلد البشري بأن: 
1. 1.	من قبل نحو 1.2مليون سنة إلى قبل أقل من100،000 سنة الإنسان القديم، بما في ذلك الجنس البشري القديم، كانوا من ذوي البشرة الداكنة
2. .	بدأ الجنس البشري من السكان إلى الهجرة لشمال المسافة مما أدى لأنخفاض حفظ القيد التطوري للبشرة الداكنة بشكل نسبي من هجرة السكان لذالك نتج عنه مجموعة متنوعة من درجات للون البشرة بين السكان الشماليين
3. وفي مرحلة ما، البعض من السكان الشماليين قاموا بتجربة اختيار البشرة الفاتحة نتيجة لزيادة إنتاج فيتامين د من أشعة الشمس وجينات البشرة الداكنة اختفت من أولئك السكان
4. وقد أدت الهجرات اللاحقة في البيئات المختلفة، والأشعة فوق البنفسجية إلى خليط بين السكان في مجموعة متنوعة من تصبغات الجلد التي نراها اليوم

الطفرات الوراثية تؤدي إلى ظهور البشرة الفاتحة وإن كانت مختلفة بين شرق الآسيويين والأوروبيين الغربيين، تشير بأن المجموعتين جربت الضغط الانتقائي المماثل بعد التسوية فيخطوط العرض الشمالية.في مرحلة ماأخذت هذه التطورات مكان للسكان شبه الإنسان العاقل (وعما إذا كان البشرة الفاتحة تحدث بشكل منفصل في الهومو نياندرتال) فسوف تكون تحت المناقشة هنا كفرضية طويلة الأمد أن اختيارالبشرة الفاتحة نظرا لقدرتها على امتصاص فيتامين د، حدثت بعد وقت قصير من هجرة خارج أفريقيا بعض من الوقت وقبل40،000 سنة مضت وهناك عدد من الباحثين لا يتفقون مع هذه وتشير إلى أن خطوط العرض الشمالية سمحت بتجميع ما يكفي من فيتامين (د)جنبا إلى جنب مع المصادر الغذائية من الصيد للمحافظة على صحة السكان، وفقط عندما اعتمدت الزراعة كان هناك حاجة للبشرة الفاتحة لتحقيق أقصى قدر من تراكيب فيتامين د.
تقترح النظرية أن الحد من صيد اللحوم والأسماك والبعض من النباتات من النظام الغذائي ينتج عنه تحول لون فاتح للبشرة من آلاف السنين بعد الإستيطان في أو راسيا. بشكل جزئي تدعم هذه النظرية دراسة جينات SLC24A5 (التي لديها تأثير كبير على اختلاف لون البشرة الطبيعي) المرتبطة مع صبغيات البشرة الفاتحة في أوروبا. تحديداً (...) أن 18 ألف سنة قد مرت منذ أن تم إصلاح أليل بشرة الأوروبيون الفاتحة (الأليل هي واحدة من اثنين أو أكثر من الأشكال البديلة من الجينات التي تنشأ من خلال الطفرات وتوجد في نفس مكان الكروموسوم) ولكن ربما قد نشأت منذ وقت ليس ببعيد من 12,000-6,000 سنة «نظرا لعدم الدقة في هذه الطريقة» وهو مايتماشى مع أقرب دليل من الزراعة 
بحث نينا جابلونسكي يقترح بأن الوقت المقدر لحوالي 10,000 إلى 20,000 سنة يكفي البشر لتحقيق أقصى قدر من تصبغ الجلد في منطقة جغرافية معينة، ولكن ذلك التطوير من تلوين لون الجلد المثالي قد يحدث بشكل أسرع إذا أصبح الضغط التطوري أقوى، حتى في اقل من 100 جيل. يتأثر طول الوقت أيضا بالممارسات الثقافية مثل تناول الطعام واللباس وأغطية للجسم واستعمال ملجأ التي يمكن أن تغير من الطرق التي تؤثر على بيئة السكان.
إعادة رأس شانيدار 1 من المستحثات (وهو بقايا حيوان أو نبات مستحجرة في أديم ألارض). الإنسان البدائي من ذكر الذي عاش قبل 70.000 سنه (جون 2010) دراسة المجين (المجين هو مجموع الجينات في الكائن) من أواخر الإنسان البدائي، تقترح بأن على الأقل البعض من السكان قد تظهر لديهم بشرة فاتحة قبل نحو 40.000 سنة
واحدة من الاقتراحات المؤخرة الناقلة من تطور تصبغ الجلد في البشر تعتمد على البحوث التي تظهر حاجز رفيع مختص في الجلد الأسمر معظم الوظائف الوقائية للجلد، تتضمن حاجز النفاذية وحاجز مضاد للميكروبات. تكمن في الطبقة القرنية ويلخص الباحثون بأن الطبقة القرنية تخضع لتغيرات جينية منذ فقدان شعر الجسم البشري أن الانتقاء الطبيعي قد فضل الطفرات التي تحمي هذا الحاجز الأساسي.
واحدة من هذه التكيفات المحمية هي تصبغ البشرة بين الجريبات
لأنه يحسن وظيفة الحاجز بالمقارنة مع الجلد غير المصطبغ. في غابات الأمطار الأستوائية المعشبة ولكن حيث كانت الأشعة فوق البنفسجية لم تتجاوز إجهاد الشجيرات وأيضاً أن التصبغ الفاتح لم يكن ضار. وهذا مايفسر الإقامة أو السكن بجانب أولئك ذو البشرة المصطبغة الفاتحة وذو البشرة الغامقة   
وتشير الدراسات السكانية المختلطة أن نموذج الثلاثي لتطور لون الجلد البشري مع البشرة الداكنة تظهر في كائنات شبيهة بالإنسان في وقت مبكر في أفريقيا والبشرة الفاتحة تظهر بشكل منفصل جزئياً على الأقل مرتين بعد خروج البشر الحديثه إلى خارج أفريقيا 
بالنسبة للجزء الأكبر، ظهور البشرة الفاتحة اتبعت مسارات وراثية مختلفة في سكان أوراسيا الغربية والشرقية. وهناك نوعان من الجينات مثل KITLG جين (تلعب دوراً في عمليات خلوية مختلفة) و ASIP جين (وهي جمعية أمريكية تختص في علم الأمراض) لديهم طفرات مرتبطة بالبشرة الفاتحة التي لها ترددات عالية في السكان الأوراسيون. وهناك تاريخ أصلي مقدر بعد انتشار البشر خارج أفريقيا ولكن قبل اختلاف النسلين. كل البشر المعاصرين يشتركون في الأسلاف الذين عاشو منذ حوالي 200,000 سنة في أفريقيا وهناك مقارنات بين الجينات تصبغ الجلد المعروفة في الشمبانزي والأفارقة الحديثة تظهر أن البشرة الداكنة ظهرت مع فقدان شعر الجسم نحو 1.2 مليون سنة مضت، وهي الدولة السلفية لجميع البشر. تحقيقات السكان ذوي البشرة الداكنة في جنوب آسيا وميلانيزيا تشير إلى أن تصبغ الجلد في هؤلاء السكان ويرجع ذلك إلى المحافظة على هذه الدولة السلفية.وليس بسبب الاختلافات الجديدة على السكان من ذوي أصحاب البشرة الفاتحة سابقاً

## العمر
أجزاء من أجسام الكائنات الشبيه بالبشر لا يغطيهم الشعر مثل الوجه وظهر اليدين. تبدأ شاحبة في فترة الرضع ومن ثم تتحول إلى أكثر غمقاً مثل الحيوانات التي تتعرض لمزيد من الشمس يولد جميع الأطفال شاحبين اللون، بغض النظر عن كيف سيكون لون الكبار البشر، لا يصل إلى ذروته في إنتاج الميلانين حتى بعد فترة البلوغ
يصبح جلد الطفل أكثر قتامة في خلال مرحلة بلوغه وتجربة التأثر بالهرومونات الجنسية يتم ملاحظة هذا السواد خاصة في جلد حلمات الثدي وهالاته والشفرين الكبيرين في الإناث، وكيس الصفن عند الذكور. عند بعض الناس، يصبح الإبطين أغمق قليلا خلال فترة البلوغ. تفاعل الوراثية والهرمونية، والعوامل البيئية على تلوين الجلد مع التقدم في السن، لا تزال غير مفهومه بشكل كافي، ولكن من المعروف أن الرجال في عمر الثلاثين يصبح أساس لون بشرتهم غامق وذلك من دون النظر لأثار تصبغ لون الجلد تعاني النساء في هذا العمر من سواد بعض المناطق من الجلد.
يتلاشى لون جلد الإنسان مع التقدم في السن. البشر فوق سن الثلاثين يعانون من انخفاض في الخلايا المنتجة للميلانين، بنحو 10 إلى 20 في المئة من العقد تموت الخلايا الجذعية الخلايا الصباغية يتدريجياً. جلد الوجه واليدين له حوالي ضعف كمية الخلايا الصبغية ولكن لم يتم الكشف عن هذه المناطق، كما التعرض المزمن للشمس يستمر في تحفيز الخلايا الصباغية. ظهور بقع من لون البشرة في الوجه واليدين لكبار السن يرجع ذلك إلى التوزيع الغير متكافئ للخلايا الصبغية والتغييرات في التفاعل بين الخلايا الصباغية والخلايا الكيراتينية.

## ازدواج الشكل الجنسي
فقد لوحظ أن الإناث البالغات هن دائما أخف في تصبغ الجلد من الذكور في نفس السكان. وهذا الشكل من ازدواج الشكل الجنسي يرجع إلى حاجة الإناث لكميات عالية من الكالسيوم خلال فترة الحمل والرضاعة. الرضاعة الطبيعية للأطفال حديثي الولادة التي لا تزال هياكلهم العظيمة تنمو، بحاجة لكميات عالية من كالسيوم الموجود في حليب الأم (حوالي 4 مرات أكثر من خلال النمو ما قبل الولادة)جزء منها يأتي من الاحتياطيات في الهيكل العظمي للأم. الموارد الكافية من فيتامين د بحاجة لامتصاص الكالسيوم من الغذاء ولقد ثبت أن نقص فيتامين D والكالسيوم تزيد من احتمال الإصابة بالعيوب الخلقية المختلفة مثل السنسنة المشقوقة والكساح. وقد أدى الأنتقاء الطبيعي للإناث إلى ظهور البشرة الفاتحة أكثر من الذكور في جميع السكان الأصليين
لأن المرأة يجب أن تحصل على ما يكفي من فيتامين د والكالسيوم لدعم تطوير الجنين ورعاية الأطفال والاهتمام بصحتهم  
يختلف لون الجنسيين أيضا في كيفية تغيير لون البشرة مع التقدم في السن الرجال والنساء لا ينولدون بلون بشرة مختلفة ولكن تختلف لون بشرتهم وتتغير أثناء مرحلة البلوغ مع تأثير الجنس
الهرمونات أيضاً يمكن للمرأة أن تقوم بتغيير تصبغات مختلفة في أجزاء معينة من الجسم مثل، الهالة.
أثناء الدورة الشهرية والحمل وبين 50 و 70٪ من النساء الحوامل سيظهر لديهم «قناع الحمل» (الكلف أو كلف) في الخدين والشفاه العليا، الجبين والذقن، يحدث هذا بسبب رتفاع هرمونات الاستروجين والبروجستيرون في الأنثى، ويمكن أن تظهر في النساء اللاتي يتناولن حبوب منع الحمل أو المشاركة في العلاج بالهرمونات البديلة. 

## اضطرابات تصبغ الجلد
التصبغ المتفاوت من نوع ما يؤثر على معظم الناس، بغض النظر عن الخلفية العرقية الحيوية أو لون البشرة. من الممكن أن يصبح لون الجلد فاتح أو أغمق من الطبيعي أو يحدث نقص في التصبغ،
قد يكون هناك بقع ومناطق متفاوتة وبقع من لون البني إلى الرمادي أو وجود نمش. بعيداً عن الحالات المتعلقة بالدم مثل اليرقان أو وجود الكاروتين في الدم أو التصبغ بالفضة أو اضطرابات في تصبغ الجلد، بشكل عام تحدث لأن الجسم ينتج الكثير أو القليل من الميلانين 

### إزالة الصباغ
أنواع مختلفة من المهق هي نتيجة للطفرات الوراثية التي تؤثر على أجزاء مختلفة من مسار إنتاج الميلانين. الشخص المصاب بالمهق قد تكون الخلايا الصباغية لديه غائبة تماماً أو فشلت في إنتاج الميلانين والخلايا الصباغية التي يمكن أن تنضج وتنقلها إلى الخلايا الكيراتينية القدرة على إنتاج الميلانين قد تتشكل على شكل بقع في جميع أنحاء الجسم وهي حالة تعرف باسم مرض البهاق. 

#### المهق
تؤثر بعض أنواع المهق على الجلد والشعر فقط، في حين تؤثر أنواع أخرى على الجلد والشعر والعيون، وفي حالات نادرة فقط العينين. وتحدث جميعهم من خلال طفرات جينية مختلفة. يعتبر المهق سمة موروثة في البشر حيث فد يكون في كلا الوالدين هذه الجينات التي تنتقل لإطفالهم كل طفل لديه القابلية لأن يصبح أمهق اللون (ذو بشرة بيضاء) بنسبة 25% وقابلية لأن تصبح لون بشرته طبيعيه بنسبة 75% وهناك نوع مشترك من المهق وهو المهق العيني، الذي يتكون من أنواع فرعية التي تسبب طفرات جينية يعتبر المهق مشكلة خطيرة في مناطق عالية من كثافة أشعة الشمس، مما يؤدي إلى الحساسية المفرطة من الشمس وسرطان الجلد وتلف في العين

#### البهاق
البهاق هو حالة تسبب تصبغ في مناطق الجلد ويحدث عندما تموت الخلايا الصباغية أو تتوقف عن العمل. سبب البهاق غير معروف ولكن تشير الأبحاث على أنه يمكن أن ينشا من أسباب في المناعة الذاتية أوالجينات أو الأكسدة أو أسباب عصبيه أو فيروسيه وحدوثه في العالم اقل من %1. ويعاني المصابين بالبهاق أحيانا بعدم الراحة النفسية بسبب مظهرهم.

### فرط التصبغ
زيادة إنتاج الميلانين والمعروف أيضا بفرط التصبغ يمكن أن يكون له عدة ظواهر مختلفه: 
- الكلف (يصف سمار الجلد)
- الكلف (يصف تغيير لون الجلد الذي يكون بسبب الهرمونات) وهذه التغيرات الهرمونية هي غالبا نتيجة للحمل أوحبوب منع الحمل أو العلاج ببدائل الأستروجين
- النمش الشمسي: ويعرف أيضا باسم «بقع الكبد» أو «نمش الخرف» الذي يشير إلى البقع الداكنة في الجلد بسبب التقدم في العمر أو الشمس وهذه البقع شائعة جدا عند البالغين الذين لديهم تاريخ طويل من التعرض للشمس دون حماية.

وبجانب التعرض للشمس والهرومونات فيمكن أن يحدث فرط التصبغ بسبب تلف الجلد مثل بقايا الشوائب أوالجروح أوالطفح الجلدي وهذا غالبا مايحدث لأولئك الذين لديهم درجات من البشرة الداكنة .
فيعتبر التعرض للشمس دون وقاية السبب الأكثر شيوعا لوجود مناطق داكنه في الجلد أو البقع البنية أو مناطق تغير اللون. مشاكل التصبغ هذه يطلق عليها بقع الكبد ولكنها ليست متعلقة بالكبد.
تظهر التصبغات الشمسيه في درجات البشرة الفاتحة إلى المتوسطة على حجم صغير أو متوسطة الحجم من النمش التي يمكن أن تنمو وتتراكم مع مرور الوقت في مناطق في الجسم التي تتعرض لاشعه الشمس من غير حمايه كظهر اليد والذراعين والصدر والوجه وبالنسبة لأولئك الذين لديهم بشره داكنه فهذه التغيرات في اللون يمكن أن تظهر كبقع أو مناطق رمادية شاحبة اللون .

## التعرض لأشعة الشمس
يحمي الميلانين الذي في الجلد الجسم من خلال امتصاص أشعة الشمس وبشكل عام، كلما يكثر الميلانين في الجلد كلما كثر امتصاص أشعة الشمس . تسبب أشعة الشمس المفرطه تلف مباشر أو غير مباشر للحمض النووي للجلد ويقاوم الجسم لأصلاح التلف ويسعى لحماية الجلد وذلك من خلال خلق ميلانين وجعل هناك المزيد من الميلانين في خلايا الجلد. تنغمق لون البشرة مع إنتاج الميلانين ولكن يمكن أن يسبب ضربه شمس كما يمكن إنشاء عملية لسمار الجسم بواسطة الأشعة فوق البنفسجية الاصطناعية .
وتشتمل على نوعان من الالات: أولا، تخلق أشعة البنفسجيه الأكسدة والتي بدورها تؤكسد الميلانين الموجود ويؤدي ذلك إلى جعل الميلانين داكن بكثره ويعرف باسم صبغه داكنه فوريه . ثانيا، هناك ازدياد في إنتاج الميلانين المعروف باسم استحداث الميلانين. ويؤدي استحداث الميلانين إلى تأخر الاسمرار ويظهر بعد 72 ساعه من التعرض.
يدوم الاسمرار الذي يتم من قبل ازدياد استحداث الميلانين أطول من الاسمرار الذي يكون بسبب أكسدة الميلانين الموجوده. يتضمن الاسمرار ليس فقط زيادة إنتاج الميلانين للأستجابه لأشعة الفوق بنفسجيه بل بسماكة الطبقة العليا للبشره التي تعرف بالطبقة القرنية.  
بشره الشخص الطبيعيه لديها تاثير على ردة فعل الشخص للتعرض للشمس وبشكل عام هؤلاء اللذين ولدوا ببشره داكنه وميلانين أكثر لديهم قدره أكثر للأسمرار والاشخاص اللذين لديهم بشره فاتحه ومهق (البرص) ليس لديهم القدرة على الاسمرار.أكبر الاختلافات الناجمة عن التعرض لأشعة الشمس واضحة في الأفراد الذين لديهم جلد بني مصطبغ والاختلاف يظهر واضحا على شكل خطوط سمراء حيث أن أجزاء من الجلد التي اسمرت رسمت في البشرة الغير معلنه.
أنشأت الحياة العصريه عدم توافق بين لون البشرة والبيئة لكثير من الأشخاص . ونقص في فيتامين د والتعرض المفرط لأشعة الفوق بنفسجيه هي مخاوف لكثير من الناس . فمن المهم لهؤلاء الأشخاص بأن يعدلوا نظامهم الغذائي ونمط حياتهم وفقا للون بشرتهم والبيئة التي يعيشون فيها .
تحمي البشرة الداكنة من ضوء فوق البنفسجية ومن سرطان الجلد وذلك لأنها تحمل تركيزات كبيرة من الميلانين. فالأشخاص ذوي البشرة الفاتحة أكثرعرضه للموت بسبب سرطان الجلد من الأشخاص ذوي البشرة الداكنة بعشرة أضعاف. ويعتقد بأن الأشعة الفوق بنفسجية في الشمس تتفاعل مع حمض الفوليك في طرق قد تضر بالصحة. فكان عدد من المجتمعات القديمه تتجنب أشعة الشمس قدر الأمكان وخاصة وقت الظهر وذلك عندما تكون الأشعة الفوق بنفسجية في أشعة الشمس على أشدها . كان منتصف النهار هو الوقت الذي يجلس الناس فيه في الظل ويأكلون وجبتهم الرئيسيه ويليها قيلولة .

## التباين الجغرافي
يحدث ما يقارب 10٪ من التباين في لون البشرة داخل الاقاليم وما يقارب 90٪ بين الأقاليم ويمكن أن ينتج تماثل في لون البشرة بين الأقليمات أكثر مما ينتج من الوراثة الجينيه وذلك بسبب أن لون البشرة يكون تحت ضغط انتقائي كبير بالأضافه إلى أن الصلة بين اسلاف الشخص ولون البشرة ضعفت في بعض انحاء العالم في اقاليم مختلفه .في البرازيل على سبيل المثال، لا يرتبط لون البشرة بشكل وثيق مع نسبة الاسلاف الافريقيه التي يحملها الشخص .  
بشكل عام، الناس الذين يعيشون بالقرب من خط الأستواء لديهم بشره داكنه عالية وأولئك الذين يعيشون بالقرب من القطبين لديهم بشره فاتحه جدا. فأما باقي البشر فلديهم تباين في لون البشرة بين هذين النقيضين وترتبط عموما مع التعرض لأشعة الفوق بنفسجية والاستثناء الرئيسي لهذه القاعدة هو في العالم الحديث حيث كان الناس يعيشون فقط لحوالي 10,000 إلى 15,000 سنة ولديهم بشره اقل تصبغا.
وفي الآونة الأخيرة، أصبح البشر يتحركون بكثره وذلك بسبب التمدن والتغيير البيئي والفضول القوي والمخاطرة. كانت الهجرات خلال السنوات 4000 الماضية وخصوصا ال 400 سنة الماضية الأسرع في تاريخ البشرية وأدت إلى استقرار كثير من الناس في أماكن بعيدة عن أوطانهم وهذا يعني أن ألوان البشرة اليوم لا تقتصر على الموقع الجغرافي كما كانت في السابق. 

## الوضع الاجتماعي والعنصرية
وفقا للباحث الكلاسيكي فرانك سنودن، كان لون البشرة لايحدد الوضع الاجتماعي في مصر القديمه واليونان وروما .فقد كان يرى إلى العلاقات بين الدول الكبرى والتابعه لها وايضا وضع الشخص الاجتماعي على لون بشرتهم .
يختلف تفضيل درجه البشرة حسب الثقافة وقد تنوعت على مر الزمان. هناك عدد من المجموعات الافريقيه الاصليه مثل الماساي التي ربطت البشرة الفاتحة مع الذي اصابته لعنه بسبب الارواح الشريرة المرتبطة بالسحر .وكانو يتخلون عن الأطفال الذين ولدوا مع حالات مثل المهق وأظهرو ميول جنسية للأشخاص ذوي البشرة الداكنة. 
وقد فضلت كثير من الثقاقات منذ القدم البشرة الفاتحة للنساء .كان الناس في أوروبا قبل الثورة الصناعيه يفضلون البشرة الفاتحة وكانت البشرة الفاتحة تدل على الوضع الاجتماعي العالي.
كانت الطبقة الفقيره تعمل بالخارج فبشرتهم أصبحت داكنه نتيجه للتعرض للشمس بينما كانت الطبقة العاليه تبقى في الداخل مما أدى لامتلاكهم بشره فاتحه . وبالتالي، أصبحت البشرة الفاتحة مرتبطة بالثروة والمكانة العاليه .
كانت النساء تضع مستحضرات التجميل التي تحتوي على مادة الرصاص على بشرتهم لتبييض لون البشرة ولكن إذا لم تستخدم هذه المستحضرات بعنايه فسوف تسبب تسمم لبشرتهم. وايضا هنالك طرق مختلفه لامتلاك بشره فاتحه وهي باستخدام الزرنيخ والمساحيق ومن الأساليب الأخرى، ارتداء ملابس طويله في الخارج بالأضافه إلى القفازات والمظلات. 
 اوحى استعمار الدول الاوروبيه والعبودية العنصرية وعنصرية اللون فأدى ذلك لاعتبار الشخص الذي لديه بشره داكنه غير حضاري وأدنى منزله ويجب أن يكون تابع للأشخاص ذوي البشرة الفاتحة وقد دام هذا حتى العصر الحديث. وكان ينظر إلى الأمريكان من اصل أفريقي ذوي البشرة الفاتحة بانهم اذكياء ومتعاونين وجميلين . فكانوا أكثر عرضه للعمل كخادمين في المنازل وكانوا يعاملون معامله أفضل من قبل أصحاب المزارع والمشرفون . فعلى سبيل المثال كان لديهم فرصه أكثر في الحصول على التعليم بينما الأمريكان من اصل أفريقي ذوي البشرة الداكنه يعلمون في الحقول ولم يحصلوا على التعليم .
 
ظل تفضيل البشرة الفاتحة حتى نهاية العصر الفيكتوري ولكن الصورة النمطيه العنصرية عن القيمة والجمال مازالت موجوده من النصف الاخير للقرن العشرين حتى وقتنا الحاضر.كتبت الصحافيه من اصل أفريقي جيل نيلسون «كان من المستحيل ان تكون جميلا واسودا» ووضحت: 
«ونحن كفتيات نتعلم ان قيمتنا كنساء محدده بشكل كبير على مظهرنا في كل النواحي الظاهرة منها والمخفيه والشخصية والسياسيه .وبالنسبة للنساء السود، الجوانب المادية للجمال تجعلنا غير مرئيين ومحويين كليا أو مهوسيين بالجمال وأحيانا لمدى الحياة لأن معظمنا يفتقر إلى الجمال الغربي .فتجد النساء السود صعوبه مدى الحياه في تحديد مصيرهم في الثقافة التي لاتعطيهم ايه تفكير ايجابي» 
ويواصل تفضيل البشرة الفاتحة في بعض البلدان ويشمل ذلك بلدان أمريكا اللاتينيه حيث هنالك القليل من الناس الذين يمتلكون بشره بيضاء والشخص ذو البشرة السمراء هو أكثر عرضه ضد التمييز في البرازيل . 
العديد من الفنانين والفنانات في أمريكا اللاتينية لديهم ملامح اوروبيه - شعر أشقر وعينان زرقاوتان وبشره فاتحه- ويعتبر الشخص ذو البشرة الفاتحة أكثر حظا وله مكانه اجتماعيه أعلى وأكثر جمالا. وتشيرالبشره الفاتحة على أن الشخص لديه الكثير من الثروة .فلون البشرة هو هوس لبعض البلدان والتي لديها كلمات خاصه لوصف درجات البشرة من الفاتحة مثل "jincha" وهي كلمه عاميه في بورتيريكو تستخدم لوصف البشرة الفاتحة وحتى البشرة الداكنه التي تعني "morena " في اللغة الاسبانيه  
في الهند، تعتبر البشرة الفاتحة أكثر جاذبيه بينما البشرة الداكنه ترتبط مع طبقة العمال مما ادى إلى فتح أسواق كثيره لكريمات تفتيح البشرة وترتبط البشرة المعتدله مع الطبقة العليا في المجتمع الهندوسي .يميل الممثلين والممثلات الهنديين بامتلاك درجه فاتحه للبشره ويستخدم السينمائيين الرسومات واضاءه لجعل لون بشرة الممثلين والممثلات أكثر رغبه وتعتبر البشرة المعتدله شي ثمين في الأسواق الهنديه  
ظلت منتجات تفتيح البشرة موجوده على مر الزمان وذلك بسبب المعتقدات التاريخيه والمتصورات حول البشرة الفاتحة . نمت مبيعات منتجات تفتيح البشرة في جميع أنحاء العالم من 40 مليار دولار حتى 43 مليار دولار في عام 2008 وكانت البشرة الفاتحة ترى على أنها أكثر جاذبيه في جنوب وشرق دول آسيا ومازالو يفضلونها حتى الآن.
وترجع البشرة الفاتحة في الصين القديمه واليابان إلى الرسومات والالهات ذوي البشرة الفاتحة وكان ينظر إلى البشرة الفاتحة على أنها من علامات الغنى في الصين القديمه واليابان وشرق آسيا ولهذا منتجات تفتيح البشرة منتشره في جنوب آسيا. وفي استطلاع عن استخدام كريم تفتيح البشرة، هناك 4 من 10 نساء يستخدمونه في هونغ كونغ وماليزيا والفلبيين وكوريا الجنوبيه وهناك أكثر من 60 شركه عالميه تنتافس على سوق آسيا الذي يقدر بـ18 بليون دولار . أدت التغيرات في الأنظمة في صناعة مستحضرات التجميل إلى إنتاج مستحضرات تفتيح البشرة غير ضاره من قبل شركات العناية بالبشرة .
وفي اليابان، هناك نساء يعرفن باسم غيشا وهم نساء بشرتهم بيضاء جدا بسبب المساحيق التي يضعونها ومنتج "bihaku" أو كما يعرف بـ«الأبيض الجميل» فهذه الاشياء جعلت كثير من نساء اليابان بأن يجتنبوا الاسمرار ولكن هناك استثناءات مثل «قانقرو» وهي موضه يابانيه تركز على البشرة الداكنه. وتفتيح البشرة أيضا شائع في افريقيا واشارت كثير من البحوث ان الأمريكان من اصل أفريقي يفضلون بشره فاتحه.
في المقابل وجدت دراسه على رجال قبيله بيكوسو في الكاميرون بان لايوجد تفضيل للنساء ذو البشرة الفاتحة مما يشكك في شمولية الدراسات السابقة التي كانت تركز حصرا على تفضيلات لون البشرة بين غير الأفريقيين. 
بدأ تفضيل البشرة الفاتحة بشكل استثنائي في الثقافة الغربية في منتصف القرن العشرين وعلى الرغم من ان البشرة السمراء كانت مرتبطه مع طبقة العمال فالمجتمعات أصبحت متخلفه بشكل كبير خلال هذاك الوقت حتى أصبح تغير بسبب مصممه فرنسيه تدعى «كوكو شانيل» حيث جعلت البشرة السمراء أكثر موضه وصحه وفخامه .
ففي الوقت الحاضر، على الرغم من ان الولايات المتحده تفضل البشرة الفاتحة بشكل عام الا ان هنالك مدن كثيره في الولايات المتحده التي تفضل البشرة السمراء وتعتبرها أكثر جاذبيه وصحه من البشرة الفاتحة وواصلت وسائل الإعلام الغربية والثقافة الشعبية تعزيز الصورة السلبية النمطيه عن البشرة الداكنة .لكن في بعض دوائر العمل أصبحت البشرة الفاتحة مرتبطه مع مكاتب العمل الدخليه واما البشرة السمراء فاصحبت مرتبطه مع وقت الفراغ الكثير والرياضة والصحة الجيده التي تاتي مع الثروة ووضع اجتماعي عالي .تشير الدراسات أيضا ان درجه الاسمرار مرتبطه ارتباط مباشر بمدى جاذبيه المرأة الشابة. 